# Peñamellera (municipio)
Peñamellera era un municipio español de la provincia de Oviedo.

## Geografía
El municipio lindaba con los municipios de Llanes al norte, Val de San Vicente al este, Peñarrubia y Cabrales al sur y Cangas de Onís al oeste.

## Historia
Hacia mediados del siglo XIX, el municipio estaba conformado por las parroquias de Abándames (capital), Alevia, Alles, Buelles, Cáraves, Ciliergo, Cuñaba, Llonín, Merodio, Mier, Narganes, Oceño, Panes, Rozagás, Ruenes, Siejo, Trescares y Tobes, que sumaban un total de 3273 habitantes. Aparece descrito en el duodécimo volumen del Diccionario geográfico-estadístico-histórico de España y sus posesiones de Ultramar de Pascual Madoz con las siguientes palabras:

PEÑAMELLERA: ayunt. en la prov., aud. terr. y dióc. de Oviedo (20 leg.), part. jud. de Llanes (4), c. g. de Castilla la Vieja. sit. en la estremidad oriental de la prov. y confina con la de Santander: reinan todos los vientos, el clima en lo general es frio y sano: comprende las felig. de Abandames, S. Salvador (cap.); Alevia, S. Juan; Alles ó Plecin, S. Pedro; Buelles, S. Andrés; Carabes, Sta. Maria Magdalena; Ciliergo, S. Juan; Cuñaba, Sta. Maria; Llonin, S. Sebastian; Merodio, Sta. Leocadia; Mier, S. Pedro; Narganes, S. Cosme; Oceño, S. Juan; Panes, S. Vicente; Rozagas, S. Francisco; Ruenes, Sta. Maria; Siejo, S. Andrés; Trescares, S. Vicente; Tobes ó Robriguero, S. Pedro. Confina el término municipal N., ayunt. de Llanes; E. el de Val de San Vicente (prov. de Santander) S. Peñarrubia en la misma prov.: y ayunt. de Cabrales, y por O. ayunt. de Cangas de Onis. El terreno es muy desigual y fragoso; tiene al N. los altos montes de Cuera, al E. y S. los que separan esta prov. de las de Santander y Leon; hallándose en el centro algunos bastante elevados, y entre unos y otros existen distintas vegas, especialmente á orillas de los r.: los principales de estos son el Deba ó Tielbe, y Cares, que vienen el primero desde la prov. de Santander, y el segundo de la de Leon, y reuniéndose en el puente de Pancebos van á desaguar en la barra de Unquera cerca de Tinamayor; otros riach. bajan de las montañas inmediatas y cruzando el distrito en varias direcciones, se incorporan á los mencionados Tielbe y Cares; hay sobre ellos puentes de piedra, y los mas de madera para facilitar las comunicaciones entre los pueblos del distrito municipal, y entre este y los concejos limítrofes. prod.: trigo, escanda, maiz, centeno, patatas, legumbres, castañas, frutas, madera, leña y pastos; hay ganado vacuno, de cerda lanar y cabrío; caza de liebres, corzos, cervatos, cabras monteses, volateria, jabalíes, osos y lobos, y pesca de anguilas, salmones, truchas, y otros peces. ind.: la agrícola, molinos harineros y telares de lienzo y de ropas de lana. pobl.: 799 vec.: 3,273 alm.: contr. 57,899 rs.
(Madoz, 1849, p. 785)

El municipio desapareció de cara al censo de 1897, cuando se dividió para dar lugar a los nuevos municipios de Peñamellera Alta y Peñamellera Baja.